# جیمز بولام
جیمز بولام (انگلیسی: James Bolam؛ زادهٔ ۱۶ ژوئن ۱۹۳۵) یک بازیگر اهل بریتانیا است. وی از سال ۱۹۶۱ میلادی تاکنون مشغول فعالیت بوده‌است.
از فیلم‌ها یا برنامه‌های تلویزیونی که وی در آن نقش داشته است، می‌توان به ترفندهای نو، تنهایی یک دونده استقامت، برای کشتن یک پادشاه و ای مرد خوش‌شانس! اشاره کرد.